# Pavle Jovićević
Pavle Jovićević (1910-1985) was een Joegoslavisch politicus van de partij Liga van Communisten van Kosovo (Savez Komunista Kosovo (i Metohija), SKK), de toen enige politieke partij van Kosovo.
Van 5 mei 1956 tot 4 april 1960 was hij parlementair president van de Autonome Provincie Kosovo en Metohija, de naam van Kosovo tussen 1946 tot 1974 als onderdeel van de republiek Servië in de federatie Joegoslavië.
Zijn voorganger was Đorđije Pajković en zijn opvolger Dušan Mugoša.